# Tălpigeni
Tălpigeni – wieś w Rumunii, w okręgu Vaslui, w gminie Boțești. W 2011 roku liczyła 42 mieszkańców.